# Wunder-Baum (singel)
Wunder-Baum – czwarty singel polskiego rapera Tedego promujący album zatytułowany Vanillahajs. Wydawnictwo, w formie digital download, ukazało się 24 lutego 2015 roku nakładem wytwórni Wielkie Joł.
Utwór wyprodukowany przez Sir Micha został zarejestrowany w warszawskim studio Wielkie Joł. Kompozycja była promowana teledyskiem, które wyreżyserował Marcin Pietkiewicz.

## Certyfikat
| Polska (ZPAV) | Status    | Sprzedaż |       |
| ------------- | --------- | -------- | ----- |
| Polska (ZPAV) | platynowy | 20 000+  | [ 4 ] |